# Fédération de Yougoslavie de basket-ball
La Fédération de Yougoslavie de basket-ball (Košarkaški Savez Jugoslavije en serbe) est une ancienne association, fondée en 1948, qui était chargée d'organiser, de diriger et de développer le basket-ball en Yougoslavie.
La Fédération représente le basket-ball auprès des pouvoirs publics ainsi qu'auprès des organismes sportifs nationaux et internationaux et, à ce titre, la Yougoslavie dans les compétitions internationales. Elle défend également les intérêts moraux et matériels du basket-ball yougoslave. Elle était affiliée à la FIBA, ainsi qu'à la FIBA Europe.
La Fédération organise également le championnat national. Elle disparaît en 1992 à la suite de la dislocation de la Yougoslavie. 